# Barleria rotundifolia
Barleria rotundifolia es una especie de planta floral del género Barleria, familia Acanthaceae.
Es nativa de Provincias del Norte (África).